# Stara Sušica
Stara Sušica je mjesto u Hrvatskoj. Nalazi se u Primorsko-goranskoj županiji.

## Zemljopis
Stara Sušica se nalazi u Gorskom kotaru, na području Općine Ravna Gora. Smještena je 5 km istočno od Ravne Gore. Okružena je brdima, šumama i livadama. 

## Stanovništvo
Prema popisu iz 2001. godine, Stara Sušica ima 292 stanovnika u 113 domaćinstava. Od ukupnog broja stanovnika, 45% je muškaraca (132), a 55% žena (160). 
Pripada poštanskom uredu 51314 Ravna Gora.
| broj stanovnika | 487   | 520   | 467   | 432   | 493   | 458   | 488   | 434   | 445   | 434   | 418   | 375   | 345   | 351   | 292   | 262   | 205   |
|                 | 1857. | 1869. | 1880. | 1890. | 1900. | 1910. | 1921. | 1931. | 1948. | 1953. | 1961. | 1971. | 1981. | 1991. | 2001. | 2011. | 2021. |

## Povijest
U prošlosti je Stara Sušica, kao i Ravna Gora, u nekoliko navrata jako stradala od Turaka. Najteže je bilo poslije Krbavske bitke kada su stanovnici poubijani, odvedeni u roblje ili su pobjegli preko Kupe u Sloveniju. Crkvica sv. Antuna Padovanskog u Staroj Sušici je opljačkana i spaljena, ali stari frankopanski grad koji su Frankopani u srednjem vijeku imali u Staroj Sušici, nije zauzet. 
Početkom XVII. stoljeća u Staru Sušicu i Ravnu Goru počinju se vraćati starosjedioci, koji su pobjegli pred Turcima, ili njihova djeca. Njihovo naseljavanje pomogli su knezovi Zrinski.
Nekada je Sušica bila plemićki posjed, i u jednom trenutku imala je najviše stanovnika u današnjoj općini.  Sušičani nisu živjeli od zemlje i poljoprivrede. Bili su stolari, kolari, staklari ili radnici u pilani. 
U Staroj Sušici postojala je staklana, a uzvodno od nje, uz potok, bila je i pilana (ali u različito vrijeme, na kraju XIX. i početku  XX. stoljeća), koja je i dvorac i imanje, uključujući tvornicu pokućstva opskrbljivala električnom energijom.

## Gospodarstvo
Ljudi se bave poljoprivredom, a u novije doba i uzgojem krumpira,aronije,borovnica i slično.
Iza frankopanskog dvorca nalazi se Centar za poljoprivredu i ruralni razvoj.

## Obrazovanje
Zgrada škole sagrađena je 1884. godine i u njoj se odvija nastava u područnoj školi koju pohađa svega nekoliko učenika 1. – 4. razreda (u školskoj godini 2010./2011. pohađalo ju je troje učenika). Po završetku 4. razreda učenici putuju u matičnu školu, OŠ "Dr. Branimir Marković", u Ravnu Goru.

## Znamenitosti

### Frankopanski dvorac u Staroj Sušici
Dvorac u Staroj Sušici izgradili su Frankopani. Smješten je na rubu crnogorične šume. U XIX. stoljeću kupio ga je grof Laval Nugent, a 1890. godine kupili su ga riječki trgovci Feliks i Josip Neuberger. 
Najprije je izgrađeno samo zdanje, zgrada na "dvi vade", a kula i toranj su nadograđeni na prijelazu iz XIX. u XX. stoljeće. Tek je tada dvorac zadobio konačni oblik. 
Dvorac je restauriran u romantičnom duhu svoga vremena. Danas dvorac djeluje kao planinarski dom,te ga posjećuju i djeca i odrasli.

### Kapela sv. Antuna Padovanskog u Staroj Sušici
Kapela sv. Antuna Padovanskog u Staroj Sušici sagrađena je 1874. godine, nakon što su Turci 1568. godine spalili tadašnju crkvu. Kapela se nalazi nasuprot dvorca. Jednostavna je građevina višestranog svetišta, a iznad ulazne fasade ima zvonik. Svečana ceremoniia i sveta misa u crkvi održava se 13.06. povodom blagdana sv.Antuna Padovanskog.

## Vanjske poveznice
- Službene web stranice Općine Ravna Gora
- Web stranice Turističke zajednice općine Ravna Gora  Arhivirana inačica izvorne stranice od 21. srpnja 2011. (Wayback Machine)